# Улянівка (роз'їзд)
Уля́нівка — залізничний роз'їзд Сумської дирекції Південної залізниці на лінії Білопілля — Баси між станціями Торохтяний (6 км) та Вири (4 км). Розташований поблизу сіл Дудченки та Котенки Сумського району Сумської області.

## Пасажирське сполучення
На платформі зупиняються приміські поїзди сполученням Ворожба —Суми —Тростянець-Смородине / Кириківка.